# Palacios (U-Boot)
Die Palacios war das dritte U-Boot der peruanischen Marine. Es wurde nach Enrique Sixto Palacios de Mendiburu benannt, der als Offizier des Panzerschiffs Huáscar am 8. Oktober 1879 während des Seegefechts von Angamos schwer verletzt wurde und am 22. Oktober 1879 seinen Verletzungen erlag. Mit der Marineeinheit „Escuadrilla de Sumergibles“, die aus den beiden U-Booten Ferré und Palacios bestand, war Peru Anfang des 20. Jahrhunderts das erste südamerikanische Land, das über U-Boote verfügte.

## Beschreibung
Die Palacios war ein Schiff der französischen Ferré-Klasse. Hierbei handelte es sich um eine U-Boot-Klasse, die von Maxime Laubeuf entworfen wurde und für den Verkauf an fremde Staaten bestimmt war. Die Schiffe der Ferré-Klasse waren etwas kleiner als die der Delfin-Klasse. Das U-Boot hatte über je zwei Drzewiecki-Abwurfkragen am Heck und am Bug und ein Torpedorohr im Bug. Insgesamt verfügte man über 6 Schwartzkopff-Torpedos. Als Antrieb dienten zwei 360 PS starke Dieselmotoren. Diese trieben nicht nur die zwei Schrauben an, sondern auch Generatoren, mit denen Akkumulatoren geladen wurden. Je nach Geschwindigkeit variierte die Zeit bei voll aufgeladenen Akkumulatoren, um die zwei 230 PS starken Elektromotoren anzutreiben. So konnte man sich untergetaucht bei 4 kn bis zu 90 sm fortbewegen. Am Rumpf der Palacios war ein Bleigewicht befestigt, das im Notfall entriegelt und abgeworfen werden konnte, damit das U-Boot sofort zur Wasseroberfläche aufstieg.

## Geschichte
Von 1908 bis 1914 unterstützte Frankreich die Ausbildung von Offizieren an der peruanischen Marineakademie. Dies führte unter anderem dazu, dass man am 19. August 1910 zwei U-Boote, die Ferré und die Palacios, bei der französischen Bauwerft Schneider et Cie in Le Creusot bestellte. Das zweite U-Boot lief 1912 unter dem Namen Palacios vom Stapel. Es trug auf dem Rumpf die Bezeichnung „S. C. 2“.
Nach der Fertigstellung wurde es nach Toulon überführt. Da das U-Boot nicht dazu geeignet war den Atlantik zu überqueren musste es mit einem Schiff nach Callao transportiert werden. Es wurde in Saint-Mandrier-sur-Mer in die eigens zum Transport von U-Booten gebaute Kanguroo verladen. Genau ein Jahr nach dem Transport der Ferré startete am 30. Juli 1913 die Fahrt über São Vicent, Buenos Aires und Montevideo nach Callao.
Die Palacios diente zunächst nur Ausbildungszwecken. Im Ersten Weltkrieg patrouillierte sie vor der Küste Perus. Der Zustand des U-Bootes verschlechterte sich jedoch immer weiter, da man von der Versorgung mit Ersatzteilen während des Krieges abgeschnitten war. 1919 wurde sie schließlich von der Flottenliste gestrichen.